# Breda (Huhn)
Breda ist eine aus den niederländischen Provinzen Gelderland und Nordbrabant stammende Haushuhnrasse. Hühner, die der heutigen Rasse Breda ähnlich sind, finden sich auf einem Gemälde des niederländischen Malers Jan Steen von etwa 1650. Heute nicht mehr gebräuchliche Namen der Rasse sind "Gelderisches Huhn" und "Krähenschnabelhuhn".

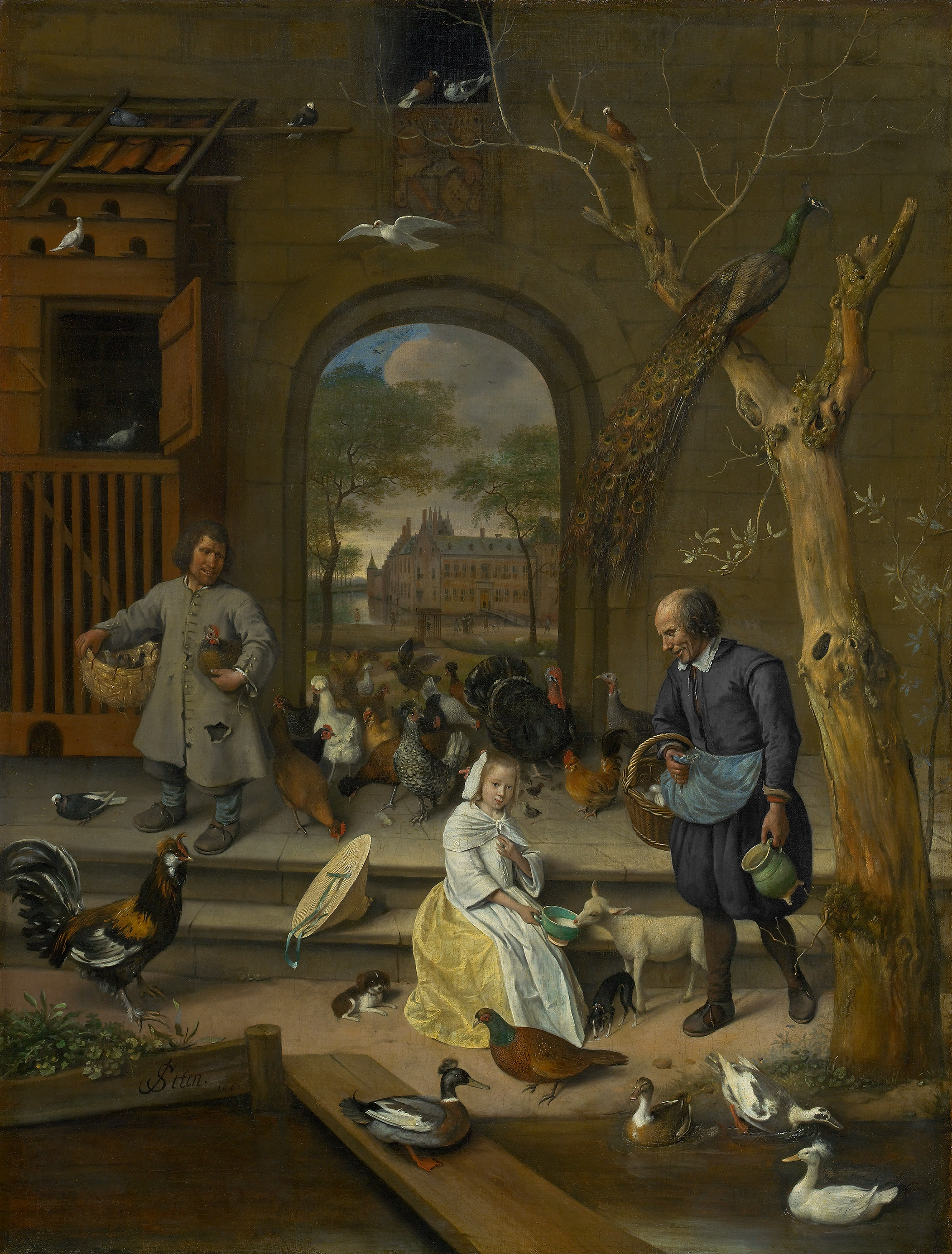
De Hoenderhof von Jan Steen, zu sehen im Mauritshuis in Den Haag

## Merkmale
Der Rasse Breda fehlt ein Kamm im eigentlichen Sinne. Stattdessen ist am Kopf eine mit roter Fleischhaut ausgekleidete Vertiefung mit leicht wulstigen Rändern. Dahinter sitzt ein kleiner Federschopf.